# Chaconne (muziekstuk)

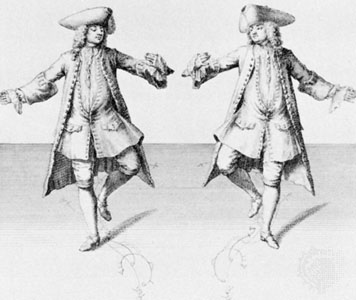
Chaconne-dansers. Kopergravure van H. Fletcher uit Kellom Tomlinson's "The Art of Dancing", 1735. Victoria and Albert Museum, Londen, Engeland.

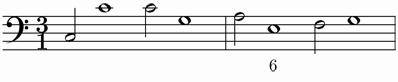
Typische baslijn van een 17e-eeuwse Italiaanse ciaccona

Een chaconne of ciaconne is van oorsprong een laat 16e-eeuwse Spaanse muzikale vorm. Toentertijd nog ingezet voor dansen met een hoog tempo en als begeleiding van liederen met vaak ondeugende teksten. Sinds de barokperiode wordt de vorm veel gebruikt en is dan meestal muziek met een traag tempo in een driedelige maatsoort. Het repetitieve fundament ligt in de bas (ostinato), waarboven zich variaties ontwikkelen. Veel voorkomend is een stapsgewijs dalende baslijn in mineur (ook wel genoemd de lamento bas) van de tonica naar de dominant; bijvoorbeeld: C - Bb - Ab - G en de chromatische variant hiervan (C - B - Bb - A - As - G). De Chaconne is nauw verwant aan de passacaglia qua vormprincipe. Omdat componisten tot heden de termen niet altijd eenduidig hanteren is een definitie lastig.